# بیسکوپیتس (شهرستان نووه میاستو)
بیسکوپیتس (به لهستانی:  Biskupiec) یک روستا در لهستان است که در گمینا بیسکوپیتس (شهرستان نووه میاستو) واقع شده‌است. بیسکوپیتس ۱٬۹۲۷ نفر جمعیت دارد.